# GMP-AMP cyclique synthase
La GMP-AMP cyclique synthase, ou cGAS, est une nucléotidyltransférase qui catalyse la double condensation d'une molécule d'ATP avec une molécule de GTP pour former une molécule de GMP-AMP cyclique (GAMPc) avec élimination de deux anions pyrophosphate P2O74−.

Structure du GMP-AMP cyclique.

La cGAS se lie directement à l'ADN bicaténaire cytosolique à l'aide de ses résidus d'acides aminés chargés positivement qui interagissent avec les anions phosphate de l'ADN. Les mutations affectant ces résidus chargés positivement abolissent complètement la capacité de cGAS à se lier à l'ADN. La liaison de la cGAS à l'ADN provoque la dimérisation de l'enzyme. Celle-ci subit un changement conformationnel qui ouvre la poche de liaison aux substrats nucléotidiques, ce qui permet au GTP et à l'ATP d'y entrer. C'est dans ce site actif que les deux réactions de condensation successives se déroulent, pour former le dinucléotide GAMPc.
La cGAS agit comme un détecteur cytosolique d'ADN, qui active la production d'interférons de type I lorsque de l'ADN bicaténaire est présent dans le cytosol de la cellule. Elle est située au niveau de la membrane plasmique et participe à la détection de l'ADN cytosolique par la voie cGAS-STING. Elle se lie à l'ADN présent dans le cytoplasme, qu'il s'agisse d'ADN microbien ou d'ADN nucléaire de la cellule elle-même, et catalyse la formation de GMP-AMP cyclique (GAMPc). Ce dernier agit comme un second messager qui se lie à la protéine STING du réticulum endoplasmique pour déclencher la production d'interférons de type I,,. Les souris dépourvues de GMP-AMP cyclique synthase sont plus vulnérables aux infections létales par les virus à ADN. La GMP-AMP cyclique synthase ne produit pas de GAMPc en présence d'ARN.
On a par ailleurs établi que cette enzyme est également un détecteur du système immunitaire inné contre les rétrovirus, y compris le VIH,.